# Nils Peter Möller
Nils Peter Möller, född 5 april 1803 i Helsingborg, död 7 oktober 1860 i Lund, var en svensk musiker och kompositör. Han var far till Astolf Mozart Möller.
Möller var musikdirektör, kantor och organist i Lunds domkyrka. Han var även en skicklig violoncellist. Möller utgav läroböckerna Kort undervisning i kyrkosång (1839) och Kort undervisning om orgelns inredning och dess användande (1849). Han komponerade musik till Fänrik Ståls sägner och Lycksalighetens ö. Ur den senare härrör Vindarnas kör, ursprungligen Vindarnes Chor. Han efterlämnade även manuskript till musik till Bjergtrolden av Adam Gottlob Oehlenschläger samt ett antal stråkkvartetter. Möller blev 1843 ledamot av Musikaliska akademien.

## Verk
- Vindarnas kör – samma melodi har även använts till sångerna:
  - Arbetets söner
  - Brusten är snaran

### Fotnoter
1. 1 2 3 4 5 6  Levande Musikarv-ID: moller-nils, läst: 28 december 2017.[källa från Wikidata]
2. 1 2 3 4  Sveriges dödbok 1830–2020, åttonde utgåvan, Sveriges Släktforskarförbund, november 2021, läst: 18 januari 2022.[källa från Wikidata]
3. ↑  Nils Peter Möller i Libris